# Botero (apellido)
Botero es un apellido de origen italiano, el cual, junto con otras variantes similares (Boter, Boteri, Botter, Botteri, Bottero), se originó en la región de Piamonte en Italia. Específicamente, Botero tiene orígenes en la población de Bene Vagienna, provincia de Cúneo y es un apellido de carácter ocupacional.
Se sabe que Juan Andrés Botero (Giovanni Andrea), militar italiano nacido en la República de Génova, región de Liguria, se estableció en Colombia en el siglo XVIII. Fue el introductor del apellido Botero en Antioquia, Colombia.

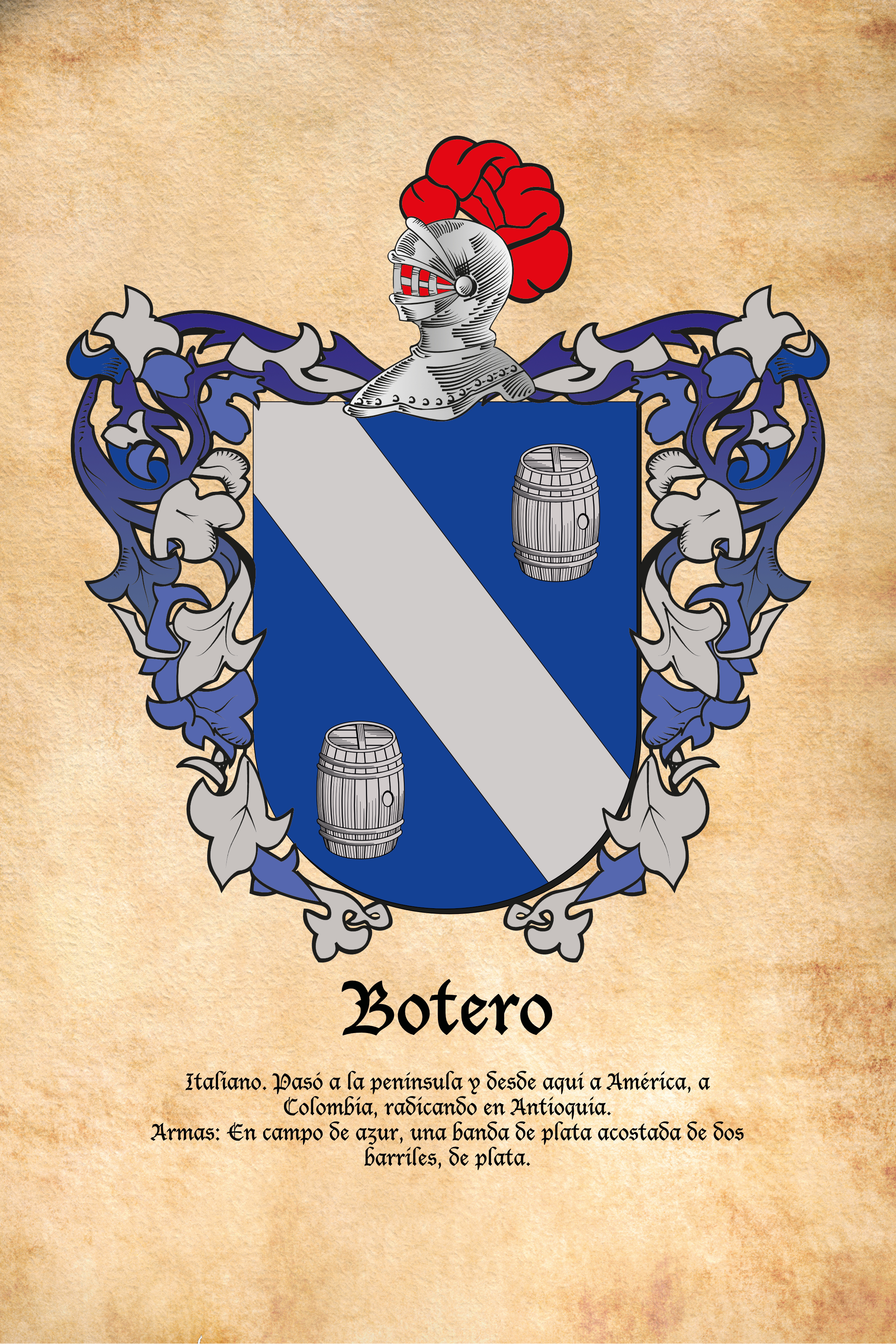
Escudo Heráldico - Apellido Botero

## Origen y etimología

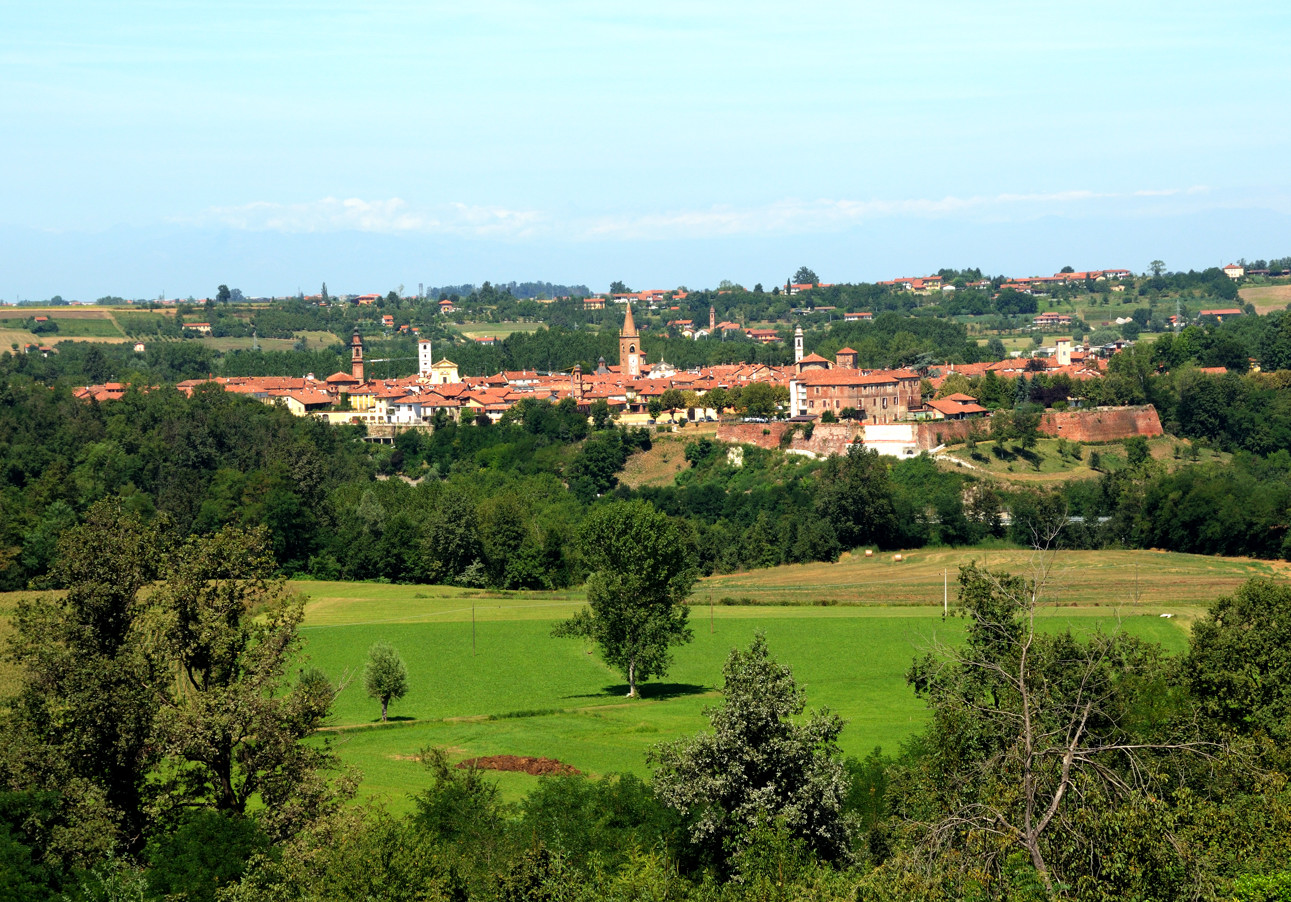
Población de Bene Vagienna, provincia de Cúneo, Piamonte, Italia.

Sus orígenes datan de la Edad Media, a partir del año 500 d. C., época durante la cual se fabricaban barriles o toneles, unos recipientes de diversos tamaños en los que se transportaban líquidos y sólidos, tales como vino, agua, miel, granos, sal, pólvora y azúcar. Cuando la región de Piamonte era parte del Imperio Romano, Boterus era la denominación que se les daba a las personas que fabricaban estos recipientes en la población de Bene Vagienna.

## Un ilustre personaje de Bene, miembro de esta familia
En la misma población de Bene Vagienna, hacia el año 1533 nació el sacerdote jesuita, estadista, economista y escritor Giovanni Botero Benese, autor de obras literarias como La Razón del Estado (Della ragion di Stato) de 1589 y De las causas de la grandeza y magnificencia de las ciudades (Delle cause della grandezza e magnificenza delle città) de 1588, entre otras.
Botero pasó su infancia en una región de Piamonte ocupada y saqueada por potencias extranjeras de la época y tuvo formación académica religiosa desde su adolescencia, asistiendo al Colegio de la Compañía de Jesús en la ciudad de Palermo, gracias a la ayuda de su tío, el padre jesuita Giovenale Botero, quien ejercía su cargo religioso en esa ciudad.
Fue conocido por sus obras literarias, religiosas, históricas y políticas, pero también es considerado como uno de los más grandes mercantilistas italianos.
En el siglo XVIII, en su honor, en dicha población se construyó un monumento en la denominada Piazza Botero, plaza céntrica localizada frente a la iglesia de Santa María Asunta (Chiesa di Santa Maria Assunta) y rodeada de edificios históricos, tales como el ayuntamiento Comune di Bene Vagienna.
Así mismo, en honor a Botero se construyeron vías que llevan su nombre en las ciudades de Turín, Roma y Rímini, en Italia. 

## Un escritor con gran vocación educativa en Italia
Portador de este apellido, también se encuentra el escritor y educador Giuseppe Botero, quien nació y vivió en la región de Piamonte en Italia en el siglo XIX. Botero se destacó por escribir obras literarias en varios géneros, entre ellos novelas, cuentos, parábolas y discursos.
En paralelo a su carrera literaria, también se destacó por ser educador y rector de varios liceos en el norte de Italia, incluyendo el tradicional Liceo Torricelli de la ciudad de Faenza, dejando un legado en esas instituciones y educando a jóvenes de varias generaciones en valores y distintas asignaturas.

## Fundación del apellido Botero en Colombia
Este apellido llegó a la actual Colombia en el siglo XVIII, tras el arribo del genovés Giovanni Andrea Botero Bernavi (Juan Andrés, en lengua castellana) desde Cádiz a la ciudad de Cartagena de Indias, Virreinato de Nueva Granada el 14 de noviembre de 1715, quien trabajó al servicio de la Corona Española como artillero del navío Santa Rosa, construido por el señorío de Génova para el rey Felipe V de Borbón.
El viaje tenía como propósito llevar hasta el actual Perú, junto con sus acompañantes, al Príncipe de Santo Buono, recién nombrado Virrey del Perú, Don Carmine Nicolau Caracciolo, quien sufrió una calamidad familiar tras el fallecimiento a bordo de su esposa al dar a luz.
Este evento, entre otras causas, provocó que la embarcación tuviera que realizar una parada en Cartagena, donde por motivos de enfermedad Botero tuvo que desistir de continuar su viaje hasta el Perú. Al no ser ciudadano español, debió solicitar un permiso especial ante la Real Audiencia española para poder radicarse en territorio del Virreinato de la Nueva Granada.
Botero viajó desde la costa del Caribe hacia el interior del territorio, asentándose en el Valle de San Nicolás, Rionegro, Antioquia, donde se dedicó a la explotación minera del oro.   
Allí mismo, contrajo matrimonio con Doña Antonia Mejía Somoano, el 26 de junio de 1719, fundando así la familia Botero en Colombia, país donde este apellido posee la mayor cantidad de descendientes en la época actual.

## La familia en Colombia, en tiempos actuales
En la actualidad, los miembros de la familia Botero en Colombia, todos siendo descendientes del italiano Giovanni Andrea Botero y la española Antonia Mejía, se encuentran ubicados en varias zonas y municipios del país, con presencia predominante en la ciudad de Medellín, varios municipios de Antioquia tales como Sonsón, La Unión, La Ceja y Abejorral. También se ubican en la zona del Eje cafetero colombiano incluyendo las ciudades de Armenia, Manizales y Pereira y en otras zonas, como las ciudades de Bogotá y Cali. 
Uno de sus integrantes más conocidos fue el artista Fernando Botero Angulo, nacido en la ciudad de Medellín, personaje reconocido en numerosos países alrededor del mundo por sus obras de pintura, esculturas y dibujos artísticos, los cuales han sido expuestos en grandes ciudades de varios continentes.
El maestro Fernando Botero poseía residencias en las ciudades de Nueva York, París y también en el municipio de Pietrasanta, región de La Toscana, Italia, población donde se encuentran exhibidas obras de su autoría.
Entre las mujeres, una de las personas más notables es la actriz y presentadora María Cecilia Botero Cadavid, quien ha sido reconocida como una de las grandes artistas y símbolos de la televisión en Colombia durante décadas. En el año 2021 participó como la voz en castellano de la abuela Alma Madrigal, en la película animada de Disney, Encanto.
Igualmente se destaca Naty Botero, cantante y artista que se ha convertido en una figura muy representativa a nivel nacional, no solo por su carrera como cantante, sino también por su aparición en medios televisivos. Con su fundación Casa Coraje, ha liderado proyectos de reforestación en la zona de la costa caribe colombiana, defendiendo también los derechos de las mujeres nativas de la Sierra Nevada de Santa Marta.

## El apellido Botero en Bolivia
A principios del siglo XX, emigra a Bolivia Joaquín Botero Jaramillo procedente de Medellín, Colombia. Descendiente directo de Juan José Ignacio Botero Mejía, uno de los hijos del italiano Giovanni Andrea Botero Bernavi.
 

Botero en Bolivia tuvo siete hijos; entre sus descendientes se destaca su nieto, el exfutbolista de la selección nacional, quien lleva su mismo nombre, Joaquín Botero.
- Árbol genealógico de Joaquín Botero Jaramillo, fundador de la familia Botero en Bolivia.